# 시노다 아유미
시노다 아유미(일본어: 篠田 あゆみ)는 일본의 전 AV 여배우이다.
| 시노다 아유미 | 시노다 아유미     |
| ------------- | ----------------- |
| 생년월일      | 1980년 12월 25일  |
| 출생          | 일본 가나가와현   |
| 신체          | 157cm             |
| 쓰리사이즈    | B95-W60-H87 (I컵) |
| 혈액형        | A형               |